# Caprorhinus kevani
Caprorhinus kevani är en insektsart som beskrevs av Marius Descamps och Wintrebert 1966. Caprorhinus kevani ingår i släktet Caprorhinus och familjen Pyrgomorphidae. Inga underarter finns listade i Catalogue of Life.